# Begonia wilkiei
Begonia wilkiei é uma espécie de Begonia nativa da ilha Palawan, nas Filipinas.